# Марзијај (Белуно)
Марзијај (итал. Marsiai) је насеље у Италији у округу Белуно, региону Венето.
Према процени из 2011. у насељу је живело 202 становника. Насеље се налази на надморској висини од 386 м.